# Schulzensee (Groß Köris)
Der Schulzensee – auch Schulzen See genannt – ist ein Gewässer der Gemeinde Groß Köris im Landkreis Dahme-Spreewald in Brandenburg. Er gehört zur Seenkette der Teupitzer Gewässer, die vom Teupitzer See im Westen bis zur Dahme im Osten reicht.
Der See liegt westlich des Gemeindezentrums und südlich des historischen Ortskerns, der bereits im Mittelalter besiedelt war. Im Westen verläuft die Bahnstrecke Berlin–Görlitz, nördlich ist ein Waldgebiet, an das sich der Große Roßkardtsee anschließt. Im Osten befindet sich die Seebadstraße; im Süden die Landhausstraße. Der Zufluss erfolgt über den Kanalgraben, der eine Verbindung zum Zemminsee herstellt. Der See fließt über den Großen Moddersee ab. Zwischen diesen beiden Gewässern bauten Handwerker im Jahr 1786 auf Anordnung Friedrich Wilhelm II. eine hölzerne Zugbrücke. Die heutige handbetriebene Klappbrücke von 1958 ist ein Baudenkmal.
Im See leben der Aal, Blei, Hecht, Karpfen, Wels und der Zander. Das Gewässer wird von der Fischerei Teupitz betreut. Für Bootsbesitzer existiert eine Marina mit Sommerliegeplätzen, Slipanlage und Winterlager.